# دختران خوب
دختران خوب (انگلیسی: Good Girls) سریال تلویزیونی کمدی جنایی آمریکااست که جنا بنز ساخته است. این مجموعه در تاریخ ۲۶ فوریه ۲۰۱۸ از ان‌بی‌سی پخش شد.

## خلاصهٔ داستان
سه زن خانه‌دار اهل میشیگان که از نظر مالی در تنگنا هستند، اقدام به سرقت مسلحانه از فروشگاه محله می‌کنند اما پولی بیشتر از آنچه که فکر می‌کردند، به دست می‌آورند. مدیر فروشگاه یکی از زنان را می‌شناسد ...